# Балетная техника
Балетная техника — это совокупность основополагающих принципов движения тела, используемая в балете. Это важный аспект балетного исполнения, потому что в балете (особенно в классическом) большое внимание уделяется методу и выполнению движений. Техники классического балета являются основой для многих других танцевальных стилей, включая джазовый танец и современный балет. 
Основные аспекты балетной техники — центровка и выворот. Центровка — удержание головы, плеч и бедер в вертикальном положении. Под выворотом понимается выполнение движений с разворотом ног наружу. Это способствует чистой работе ног, изящному port de bras (движения рук) и правильному положению тела, линиям и углам. Другие аспекты балетной техники включают позу, наклон носков, опущенные плечи и подтягивания, которые сочетают правильную осанку и подъём мышц для увеличения выворотности стоп и улучшения центровки — соответственно, повышения качества поворотов. Техника балета также используется для демонстрации баллона, изображению бросающей вызов гравитации легкости во время прыжков. Техника пуантов — это часть балетной техники, связанная с танцем на кончиках полностью вытянутых ног. 
Балетная техника является важным элементом эстетики балетного спектакля. Например, студентов учат избегать серповидности стопы, что является нежелательной и может привести к травмам лодыжки при выполнении упражнений на пуантах. Балетный станок — это инструмент для обучения балетной технике. Работа у станка обычно включает все элементы балетной техники, кроме элементов, которые относятся исключительно к прыжкам и вращениям. 
Основные приемы балета распространены во всем мире, хотя между разными стилями есть небольшие различия. Эти вариации создают эстетическое и физическое исполнение, уникальное для каждого стиля. Например, русский балет демонстрирует высокие разгибания и динамичные повороты, тогда как итальянский — более приземленный, с упором на быструю и сложную работу ног.